# Vaseux Lake
Vaseux Lake är en sjö i Kanada.   Den ligger i provinsen British Columbia, i den södra delen av landet, 3 300 km väster om huvudstaden Ottawa. Vaseux Lake ligger 329 meter över havet. Arean är 3,0 kvadratkilometer. Den sträcker sig 4,8 kilometer i nord-sydlig riktning, och 2,2 kilometer i öst-västlig riktning.
I omgivningarna runt Vaseux Lake växer i huvudsak barrskog. Runt Vaseux Lake är det mycket glesbefolkat, med 3 invånare per kvadratkilometer.